# Благодатне (Лозівський район)
Благода́тне — село в Україні, у Лозівській міській громаді Лозівського району Харківської області. Населення становить 36 осіб. До 2020 орган місцевого самоврядування — Тихопільська сільська рада.

## Географія
Село Благодатне знаходиться на правому березі річки Бритай, вище за течією на відстані 1 км розташоване село Богомолівка, нижче за течією примикає село Тихопілля, на протилежному березі — село Надеждівка. Русло річки використовується під Канал Дніпро — Донбас. Поруч проходить автомобільна дорога Р79.

## Історія
- 1824 — дата заснування як села Яновичівка.
- 1931 — перейменоване в село Благодатне.
- 12 червня 2020 року, відповідно до Розпорядження Кабінету Міністрів України  № 725-р «Про визначення адміністративних центрів та затвердження територій територіальних громад Харківської області», увійшло до складу Лозівської міської громади.[1]
- 17 липня 2020 року, в результаті адміністративно-територіальної реформи та ліквідації колишнього Лозівського району (1923—2020), увійшло до складу новоутвореного Лозівського району Харківської області.[2]

## Населення

### Мова
Розподіл населення за рідною мовою за даними перепису 2001 року:
| Мова       | Кількість | Відсоток |
| ---------- | --------- | -------- |
| українська | 36        | 100%     |